# Монастир Кусаноц
Монастир Кусаноц (вірм. Կուսանաց վանք — Кусанац-Ванк, що в перекладі означає «Дівочий монастир») також іменується як Анапат (вірм. Անապատ — «пустеля») — знищений монастир Вірменської апостольської церкви в місті Шуші (Шуша), в  Нагірному Карабасі.

## Історія
Кусаноц-Ванк є найстарішою культовою спорудою міста. Храм був заснований в 1816 р. за допомогою благочестивої дівиці Ріпсіме. Вона зібрала достатню суму грошей від рукоділля, щоб фінансувати будівництво храму. Також їй допомогли брати Ісраел, Аствацатур і Петрос Баадуряни. Храм являв собою прямокутну залу. Побудовано монастир з обтесаних блоків білого вапняку. Усередині стіни були покриті фресками із зображеннями біблійний мотивів. До південного фасаду храму примикала триповерхова дзвіниця. Завдяки цій дзвіниці Кусанац Ванк справляв незабутнє враження, підносячись над усім містом.
Монастир мав кілька підсобних приміщень, у тому числі вернатун (вітальні). У дворі монастиря зберігалася гармата, яка була відлито в Турині в 1813 р. Ця гармата має свою історію. Саме за допомогою неї вірменські добровольці під проводом  архієпископа Хорена захищали ущелину Хонут. В останній раз цим знаряддям захищалися вірмени при  різанині 1905 р. 
Комплекс завершувався двоповерховим житловим будинком для дівчат. Тут були комфортні кімнати з невеликими балконами, льохи, кухня та трапезна. Монастир уславився своїми трьома садами, де росли чудові квіти, баштанні культури, плодові дерева. На його території були прокладено красиві алеї. Потім у цих алеях було споруджено багато орнаментованих надгробків незайманих дів монастиря із лаконічними зворушливими епітафіями.
Історія монастиря завершилася в 1960–1970-х роках, коли за наказом адміністрації  міста він був знесений бульдозером.

## Ресурси Інтернета
- Кусац Ванк [Архівовано 17 червня 2017 у Wayback Machine.]
- Кусанац ванк [Архівовано 4 березня 2016 у Wayback Machine.]
- Остов Шуші або фотозвіт про загибель столиці Арцах-Карабаха [Архівовано 4 березня 2016 у Wayback Machine.]